# Nhà hát opera Hoàng gia
Nhà hát opera Hoàng gia là một nhà hát opera và địa điểm tổ chức nghệ thuật biểu diễn quan trọng toạ lạc ở Covent Garden, trung tâm London. Toà nhà thường được gọi đơn giản là "Covent Garden". Đây là nơi khởi nguồn của Opera Hoàng gia, Ballet Hoàng gia, và dàn nhạc giao hưởng của Nhà hát opera Hoàng gia. Trong một trăm năm đầu sử dụng, đây chủ yếu là nhà hát. Một năm sau, mùa opera đầu tiên của Handel bất đầu. Nhiều vở opera và oratorio được viết riêng cho Vườn Covent và được ra mắt tại đây.
Toà nhà hiện nay là nhà hát thứ ba được xây dựng trên khu đất này sau hai trận hoả hoạn kinh khủng vào các năm 1808 và 1856. Mặt chính, phòng giải lao và thính phòng có từ năm 1858, nhưng hầu như mọi chi tiết của tổ hợp hiện tại bắt nguồn từ một cuộc đại tu vào thập niên 1990. Nhà hát opera Hoàng gia có sức chứa 2.256 người, gồm bốn tầng hộp và ban công và ban công và khu biểu diễn ngoài trời. Sân khấu rộng 12,2 m và cao 14,8 m. Thính phòng chính được xếp hạng di sản hạng nhất tại Anh.